# Lys and Love Tour
Albums de Laurent Voulzy
Lys and Love
(2011) Alain Souchon & Laurent Voulzy
(2014)
Lys and Love Tour est un double album live du chanteur français Laurent Voulzy sur la tournée de l'album Lys and Love, sorti le 25 novembre 2013 en double album, DVD et Bluray. Il fut enregistré à l'église Saint-Eustache à Paris le 18 décembre 2012.

## Chansons

### CD 1
1. Un ange passe
2. Le Tableau
3. Glastonbury
4. En regardant vers le pays de France
5. Caché derrière
6. Quatre nuages
7. Le Rêve du pecheur
8. Jésus
9. Scarborough Fair
10. Le Carillon de Vendôme
11. Ma seule amour
12. Liebe

### CD 2
1. Le Ciel et la Terre
2. Cold Song
3. C'était déjà toi
4. Le Pouvoir des fleurs
5. Jeanne
6. J'aime l'amour
7. Belle-Île-en-Mer, Marie-Galante
8. La Nuit
9. Une héroïne
10. Paradoxal Système

## Classement hebdomadaire
| Classement (2013)            | Meilleure position |
| ---------------------------- | ------------------ |
| Belgique (Wallonie Ultratop) | 28                 |
| France (SNEP)                | 18                 |